# اتحاد طنجة لكرة اليد
إتحاد طنجة لكرة اليد فرع من فروع إتحاد طنجة من مدينة طنجة يمارس في الدوري المغربي لكرة اليد القسم الثاني .

## إنجازات
لم يستطع الفريق تحقيق أي لقب خلال سنوات سوى وصيف كأس العرش 2009 .
حيث تخبط في مشاكل كبيرة و سياسات تقشفية دامت 10 سنوات مباشرة بعد المشاركة في كأس عصبة الأبطال الإفريقية 2012 .
قبل أن يأتي المكتب الجديد بنية الرجوع لقسم الأضواء.

## كرة اليد في المدينة
تعتبر كرة اليد في مدينة طنجة من الرياضات المدرسية وكذلك هي ذات مكانة كبيرة عند سكان المدينة سواء كممارسين أو كلاعبين و ذالك إلى جانب كرة السلة و الكرة الطائرة .
أما كرة القدم فهي الرياضة الأولى في المدينة .
حب أبناء المدينة للعبة يمكن أن نجده في تواجد عدة فرق أخرى غير الاتحاد :
نهضة طنجة
إيستوديانتيس طنجة
أهلي طنجة